# Gran Premio de los Países Bajos de Motociclismo de 1984
El Gran Premio de los Países Bajos de Motociclismo de 1984 fue la octava prueba de la temporada 1984 del Campeonato Mundial de Motociclismo. El Gran Premio se disputó el 30 de junio de 1984 en el Circuito de Assen.

## Resultados 500cc
Primera victoria de la temporada en la categoría reina para el estadounidense Randy Mamola por delante del francés Raymond Roche y de otro estadounidense Eddie Lawson. Este último consolida su liderato en la clasificación general gracias a la retirada de su máximo rival para el título Freddie Spencer, que ve interrumpida su racha de tres victorias consecutivas.
| Pos.     | Piloto              | Equipo     | Tiempo    | Pts. |
| -------- | ------------------- | ---------- | --------- | ---- |
| 1        | Randy Mamola        | Honda      | 45.48.88  | 15   |
| 2        | Raymond Roche       | Honda      | 45.49.16  | 12   |
| 3        | Eddie Lawson        | Yamaha     | 45.50.86  | 10   |
| 4        | Ron Haslam          | Honda      | 46.34.49  | 8    |
| 5        | Wayne Gardner       | Honda      | 46.51.40  | 6    |
| 6        | Tadahiko Taira      | Yamaha     | 47.01.44  | 5    |
| 7        | Gustav Reiner       | Suzuki     | 47.14.57  | 4    |
| 8        | Takazumi Katayama   | Honda      | 47.21.45  | 3    |
| 9        | Reinhold Roth       | Honda      | 47.27.22  | 2    |
| 10       | Eero Hyvärinen      | Suzuki     | 47.34.85  | 1    |
| 11       | Mark Salle          | Suzuki     | 47.39.64  |      |
| 12       | Steve Parrish       | Yamaha     | 47.48.79  |      |
| 13       | Keith Huewen        | Suzuki     | 47.56.90  |      |
| 14       | Wolfgang von Muralt | Suzuki     | 48.01.93  |      |
| 15       | Christian Le Liard  | Chevallier | 1 Vuelta  |      |
| 16       | Paul Lewis          | Suzuki     | 1 Vuelta  |      |
| 17       | Henk de Vries       | Suzuki     | 1 Vuelta  |      |
| 18       | Walter Migliorati   | Suzuki     | 1 Vuelta  |      |
| 19       | Lorenzo Ghiselli    | Suzuki     | 1 Vuelta  |      |
| 20       | Leandro Becheroni   | Suzuki     | 1 Vuelta  |      |
| 21       | Brett Hudson        | Suzuki     | 1 Vuelta  |      |
| 22       | Maarten Duyzers     | Suzuki     | 1 Vuelta  |      |
| 23       | Chris Guy           | Suzuki     | 2 Vueltas |      |
| Ret      | Henk van der Mark   | Honda      | Ret       |      |
| Ret      | Fabio Biliotti      | Honda      | Ret       |      |
| Ret      | Sergio Pellandini   | Suzuki     | Ret       |      |
| Ret      | Barry Sheene        | Suzuki     | Ret       |      |
| Ret      | Hervé Moineau       | Cagiva     | Ret       |      |
| Ret      | Didier de Radiguès  | Chevallier | Ret       |      |
| Ret      | Massimo Broccoli    | Honda      | Ret       |      |
| Ret      | Freddie Spencer     | Honda      | Ret       |      |
| Ret      | Virginio Ferrari    | Yamaha     | Ret       |      |
| Ret      | Marco Lucchinelli   | Cagiva     | Ret       |      |
| Ret      | Klaus Klein         | Suzuki     | Ret       |      |
| Ret      | Rob Punt            | Suzuki     | Ret       |      |
| Ret      | Dave Petersen       | Suzuki     | Ret       |      |
| Sources: |                     |            |           |      |

## Resultados 250cc
En el cuarto de litro, victoria para el venezolano Carlos Lavado, la primera de la temporada. La última fue precisamente en este Gran Premio del año pasado. Lo hizo por delante del suizo Jacques Cornu y al alemán Manfred Herweh. El líder de la clasificación general, el francés Christian Sarron, que se retiró, se vio reducida por los alemanes Herweh y Anton Mang.
| Pos. | Piloto                 | Moto       | Tiempo    | Pts. |
| ---- | ---------------------- | ---------- | --------- | ---- |
| 1    | Carlos Lavado          | Yamaha     | 45.23.27  | 15   |
| 2    | Jacques Cornu          | Yamaha     | 45.26.17  | 12   |
| 3    | Manfred Herweh         | Rotax      | 45.27.48  | 10   |
| 4    | Anton Mang             | Yamaha     | 45.30.47  | 8    |
| 5    | Guy Bertin             | MBA        | 45.33.39  | 6    |
| 6    | Teruo Fukuda           | Yamaha     | 45.37.73  | 5    |
| 7    | Siegfried Minich       | Yamaha     | 46.07.17  | 4    |
| 8    | Stéphane Mertens       | Yamaha     | 46.14.28  | 3    |
| 9    | Andy Watts             | Rotax      | 46.25.95  | 2    |
| 10   | Karl-Thomas Grässel    | Yamaha     | 46.34.19  | 1    |
| 11   | Patrick Fernandez      | Yamaha     | 46.34.83  |      |
| 12   | Wayne Rainey           | Yamaha     | 46.39.27  |      |
| 13   | Harald Eckl            | Rotax      | 46.42.48  |      |
| 14   | Jean-Michel Mattioli   | Yamaha     | 46.50.72  |      |
| 15   | Sito Pons              | Kobas      | 46.57.86  |      |
| 16   | Tony Head              | Rotax      | 47.04.89  |      |
| 17   | Cees Doorakkers        | Yamaha     | 47.29.14  |      |
| 18   | Peter Looijesteijn     | Rotax      | 47.46.27  |      |
| 19   | Tony Rogers            | Armstrong  | 1 Vuelta  |      |
| 20   | Ivan Palazzese         | Yamaha     | 1 Vuelta  |      |
| 21   | Jean-Louis Guignabodet | Yamaha     | 1 Vuelta  |      |
| 22   | Mar Schouten           | Yamaha     | 1 Vuelta  |      |
| 23   | Martin Wimmer          | Yamaha     | 2 Vueltas |      |
| Ret  | Christian Sarron       | Yamaha     | Ret       |      |
| Ret  | Alan Carter            | Yamaha     | Ret       |      |
| Ret  | Michel Siméon          | Honda      | Ret       |      |
| Ret  | Thierry Espié          | Chevallier | Ret       |      |
| Ret  | Roland Freymond        | Yamaha     | Ret       |      |
| Ret  | Hans Becker            | Yamaha     | Ret       |      |
| Ret  | Jacques Bolle          | Pernod     | Ret       |      |
| Ret  | Thierry Rapicault      | Yamaha     | Ret       |      |
| Ret  | Richard Hubin          | Yamaha     | Ret       |      |
| Ret  | August Auinger         | Monnet     | Ret       |      |
| Ret  | Jean-François Baldé    | Pernod     | Ret       |      |
| Ret  | Donnie McLeod          | Yamaha     | Ret       |      |
| Ret  | René Delaby            | Yamaha     | Ret       |      |

## Resultados 125cc
Continua el dominio absoluto de la categoría por parte del español Ángel Nieto que obtiene el quinto triunfo de la temporada, mientras que sus compañeros de Garelli, los italianos Eugenio Lazzarini se adjudica el segundo puesto por tercera vez consecutiva. El tercer puesto del podio fue para el suizo Hans Müller. El piloto español tiene a tocar el título mundial a falta de tres carreras para acabar la temporada.
| Pos. | Piloto             | Moto      | Tiempo   | Pts. |
| ---- | ------------------ | --------- | -------- | ---- |
| 1    | Ángel Nieto        | Garelli   | 40.42.89 | 15   |
| 2    | Eugenio Lazzarini  | Garelli   | 40.42.99 | 12   |
| 3    | Hans Müller        | MBA       | 40.50.97 | 10   |
| 4    | Jean-Claude Selini | MBA       | 41.00.88 | 8    |
| 5    | Stefano Caracchi   | MBA       | 41.03.17 | 6    |
| 6    | August Auinger     | MBA       | 41.07.89 | 5    |
| 7    | Bruno Kneubühler   | MBA       | 41.26.49 | 4    |
| 8    | Henk van Kessel    | MBA       | 41.27.71 | 3    |
| 9    | Neil Robinson      | MBA       | 41.42.28 | 2    |
| 10   | Anton Straver      | MBA       | 41.43.76 | 1    |
| 11   | Ton Spek           | MBA       | 41.44.32 |      |
| 12   | Alfred Waibel      | Waibel    | 41.44.63 |      |
| 13   | Gerhard Waibel     | Real      | 41.55.36 |      |
| 14   | Willy Pérez        | MBA       | 42.03.15 |      |
| 15   | Olivier Liégeois   | MBA       | 42.18.18 |      |
| 16   | Jussi Hautaniemi   | MBA       | 42.31.07 |      |
| 17   | Peter Baláž        | MBA       | 42.40.35 |      |
| 18   | Helmut Lichtenberg | MBA       | 42.40.56 |      |
| 19   | Jan Eggens         | EGA       | 42.49.70 |      |
| 20   | Tony Smith         | Casal     | 42.56.38 |      |
| 21   | Jacky Hutteau      | MBA       | 43.31.97 |      |
| 22   | Alojz Pavlič       | MBA       | 1 Vuelta |      |
| 23   | Hubert Abold       | MBA       | 1 Vuelta |      |
| Ret  | Fausto Gresini     | Garelli   | Ret      |      |
| Ret  | Lucio Pietroniro   | MBA       | Ret      |      |
| Ret  | Maurizio Vitali    | MBA       | Ret      |      |
| Ret  | Luca Cadalora      | MBA       | Ret      |      |
| Ret  | Erich Klein        | MBA       | Ret      |      |
| Ret  | Håkan Olsson       | Starol    | Ret      |      |
| Ret  | Johnny Wickström   | MBA       | Ret      |      |
| Ret  | Willem Heykoop     | Sanvenero | Ret      |      |
| Ret  | Willy Hupperich    | MBA       | Ret      |      |
| Ret  | Ezio Gianola       | MBA       | Ret      |      |
| Ret  | Boy van Erp        | MBA       | Ret      |      |
| Ret  | Martin van Soest   | MBA       | Ret      |      |
| Ret  | Peter Sommer       | MBA       | Ret      |      |

## Resultados 80cc
En la categoría menor del Mundial, el español Jorge Martínez Aspar obtuvo su primera victoria de su palmarés y con la escudería española Derbi. Completan el podio el holandés Hans Spaan y el alemán Hubert Abold. En la clasificación general, el suizo Stefan Dörflinger la sigue liderando aunque se tuvo que retirar en este Gran Premio.
| Pos. | Piloto               | Moto       | Tiempo    | Pts. |
| ---- | -------------------- | ---------- | --------- | ---- |
| 1    | Jorge Martínez Aspar | Derbi      | 32.30.80  | 15   |
| 2    | Hans Spaan           | Huvo-Casal | 32.30.96  | 12   |
| 3    | Hubert Abold         | Zündapp    | 32.50.34  | 10   |
| 4    | Gerhard Waibel       | Real       | 33.03.37  | 8    |
| 5    | Willem Heykoop       | Huvo-Casal | 33.05.36  | 6    |
| 6    | Pier Paolo Bianchi   | Huvo-Casal | 33.09.19  | 5    |
| 7    | Peter Looijesteijn   | Casal      | 33.50.71  | 4    |
| 8    | Hans Müller          | Sachs      | 33.50.72  | 3    |
| 9    | Theo Timmer          | Casal      | 33.51.17  | 2    |
| 10   | Paul Rimmelzwaan     | Harmsen    | 34.14.96  | 1    |
| 11   | Zdravko Matulja      | Tomos      | 34.33.40  |      |
| 12   | Hans Koopman         | Kreidler   | 34.41.97  |      |
| 13   | Bertus Grinwis       | Casal      | 34.42.16  |      |
| 14   | Bernd Rossbach       | Casal      | 34.42.73  |      |
| 15   | Aad Wijsman          | Harmsen    | 34.57.66  |      |
| 16   | Jos van Dongen       | Sachs      | 35.14.61  |      |
| 17   | Bert Smit            | BZ         | 35.26.71  |      |
| 18   | Johann Auer          | Eberhardt  | 1 Vuelta  |      |
| 19   | Chris Baert          | Eberhardt  | 1 Vuelta  |      |
| 20   | Serge Julin          | Casal      | 1 Vuelta  |      |
| 21   | Eico Rispens         | Ripens     | 1 Vuelta  |      |
| 22   | Reiner Koster        | Casal      | 1 Vuelta  |      |
| 23   | Günter Schirnhofer   | Honda      | 1 Vuelta  |      |
| 24   | Mika-Sakari Komu     | Eberhardt  | 2 Vueltas |      |
| 25   | Inge Arends          | Jas        | 2 Vueltas |      |
| Ret  | Stefan Dörflinger    | Zündapp    | Ret       |      |
| Ret  | Gerhard Bauer        | Ziegler    | Ret       |      |
| Ret  | Otto Machinek        | Kreidler   | Ret       |      |
| Ret  | Rainer Kunz          | FKN        | Ret       |      |
| Ret  | Hans-Jürgen Hummel   | Hummel     | Ret       |      |
| Ret  | Thomas Engl          | Sachs      | Ret       |      |